# عبد العزيز بن أحمد بن علي آل ثاني
ولد الشيخ عبد العزيز بن أحمد بن علي بن عبد الله آل ثاني 1946م.

## حياته
تربى في كنف والده الشيخ أحمد بن علي آل ثاني أمير قطر الأسبق،   وهو أكبر أنجاله، وأمه الشيخة حصة بنت حمد بن عبد الله بن قاسم آل ثاني.  
شغل منصب وزير الصحة العامة، ورئيس الهلال الأحمر الفلسطيني آنذاك، وكان يتمتع بحب الشعب القطري لما يتميز به من قوة شخصية، وصفات حميدة من كرم، وشجاعة، وشهامة، وكان دائم المساعدة للفقراء والمحتاجين.
زار العديد من دول العالم برفقة والده الشيخ أحمد، وجده الشيخ علي، والتقى بعدد كبير من رؤساء الدول.

## انقلاب قطر 1972
كانت الدولة تحت حكم والده الشيخ أحمد بن علي آل ثاني الذي كان يعد إبنه الشيخ عبد العزيز بن أحمد لتولي الحكم من بعده. كان ابن عم والده وخاله الشيخ خليفة بن حمد ال ثاني ولي العهد ورئيس الوزراء آنذاك طامح في الحكم وفي فبراير 1972. انقلب على ابن عمه الحاكم آنذاك الشيخ أحمد بن علي آل ثاني .

## وفاته
توفي الشيخ عبد العزيز بن أحمد في مدينة جدة بالمملكة العربية السعودية الخميس 14 فبراير 2008م ودُفن بمقبرة الريان في قطر .

## أبنائه
- الشيخ خالد بن عبد العزيز بن أحمد آل ثاني، له خمسة أولاد هم أحمد وعبد الله وحمد وسلطان وفيصل
- الشيخ عبد الله بن عبد العزيز بن أحمد آل ثاني
- الشيخ خليفة بن عبد العزيز بن أحمد آل ثاني له من الأولاد - عبد العزيز
- الشيخ محمد بن عبد العزيز بن أحمد آل ثاني، له خمسة أولاد هم حمد وأحمد وناصر وجاسم وعبد العزيز
- الشيخ طلال بن عبد العزيز بن أحمد آل ثاني، له أربعة أولاد هم حمد وجاسم وعبد العزيز وأحمد
- الشيخ حمد بن عبد العزيز بن أحمد آل ثاني
- الشيخ علي بن عبد العزيز بن أحمد آل ثاني، له ثلاثه أولاد هم عبد العزيز وأحمد وجاسم
- الشيخ أحمد بن عبد العزيز بن أحمد آل ثاني، له من الأولاد - عبد العزيز
- الشيخ عبد الرحمن بن عبد العزيز بن أحمد آل ثاني له من الأولاد - عبد العزيز
- الشيخ فهد بن عبد العزيز بن أحمد آل ثاني
- الشيخ جاسم بن عبد العزيز بن أحمد آل ثاني
- الشيخ حسن بن عبد العزيز بن أحمد آل ثاني
- الشيخ يوسف بن عبد العزيز بن أحمد آل ثاني
- الشيخ بدر بن عبد العزيز بن أحمد آل ثاني
- الشيخ عبد العزيز بن عبد العزيز بن أحمد آل ثاني